# Заболь
Забо́ль (перс. زابل‎) — город на юго-востоке Ирана, в провинции Систан и Белуджистан. Административный центр шахрестана Заболь. Расположен в 25 км от границы с Афганистаном. Южнее Заболя находится озеро Хамун. Ежегодно 4 месяца подряд в Заболе не прекращается песчаная буря. 

## Экология
Согласно рейтингу ВОЗ «Города Мира с самой грязной атмосферой» в 2016 году город признан самым загрязнённым (1-е место).

## Население
Население по данным на 2012 год составляет 149 155 человек; по данным переписи 2006 года оно насчитывало 130 642 человека, Жители этого города в основном состоят из систанцев.
| 1986   | 1991   | 1996    | 2006    | 2012    |
| ------ | ------ | ------- | ------- | ------- |
| 75 105 | 91 041 | 100 887 | 130 642 | 149 155 |